# Dave Cartwright
Dave Cartwright (Haslemere, april 1943 – Worcestershire, 8 augustus 2015) was een Brits zanger en gitarist.

## Biografie
Hij groeide op in Amblecote en stichtte in 1958 al zijn eerste bandje: The Crossfires. The Crossfires speelde rock-'n-roll. Na The Crossfires ging Cartwright spelen in The Clippers waarmee hij in en op Kidderminster optrad. The Clippers spelen anno 2011 nog steeds. Cartwright ontdekte toen de folkmuziek en ging langspeelplaten uitgeven bij Transatlantic Records. Dat contract stelde hem in staat om professioneel musicus te worden. Echter het platencontract bij Transatlantic Records bleek een wurgcontract te zijn, men moest wel muziek opnemen maar aan promotie werd weinig gedaan, waardoor inkomsten voor de artiest niet in verhouding kwamen te staan met de gemaakte kosten. Na vier albums vond Cartwright het genoeg en trok zich terug uit de muziekwereld wat opnamen betreft. Hij bleef echter optreden in het Verenigd Koninkrijk en Europa. Hij stond onder meer met de Horslips op het podium en vermaakte de mensen samen met Jasper Carrott. Om inkomsten te blijven genereren presenteerde Cartwright gedurende 13 jaar voor het plaatselijk BBC-station Midlands programma’s over rock-and-roll (Rock’n’roll-The vintage years) en folk (Folkus). Ook schreef hij liedjes voor Pebble Mill at One, een praatprogramma dat liep van 1972 tot 1986.
Ondertussen componeerde Cartwright met andere musici en speelde op albums met Bev Pegg. Cartwright, die korte verhaaltjes op muziek zet, begon ook te schrijven. Zijn biografie Bittersweet over Clifford T. Ward werd bijzonder goed ontvangen en Cartwright begon aan zijn eerste roman.
Een probleem bleef dat hij tijdens zijn optredens zichzelf nooit kon promoten omdat er geen albums na zijn Transatlantic-periode verschenen. Aan de andere kant was hij verbaasd dat er op YouTube opnamen verschenen van zijn muziek, die er door een Nederlander waren opgezet. In het begin van de jaren 2000 kwam ineens de mededeling dat er een verzamelbox van Cartwright zou verschijnen. The Thinder Box zou bestaan uit een verzameling van zijn oeuvre dat destijds bestond uit meer dan 350 liedjes. Het bleek commercieel niet haalbaar, maar Cartwright vond een andere oplossing. Hij bracht in eigen beheer een aantal albums uit onder Luna Records.

## Discografie
Vinyl
- Dave Cartwright no. 1 (ep met "Mr. Tambourine Man" en "Don't Think Twice, It's All Right" van Bob Dylan (Highway Records, 1965)
- A little bit of glory (Transatlantic TRA255, 1972)
- Back to the garden (Transatlantic TRA267, 1973)
- Don't let your family down (Transatlantic TRA284, 1974)
- Masquerade (DJM DJF20489, 1976) (producer Hugh Murphy)

Cd's
- The Transatlantic Years (Luna 255) verzameling van de eerste drie albums
- Honesty (Luna 245)
- Strange news (Luna 246)
- Willow patterns (Luna 247)